# Suzy Bofia
Bản mẫu:Infobox NCAA athlete Suzanne Bofia (sinh ngày 9 tháng 11 năm 1984 tại Bafia, Cameroon) là một cầu thủ bóng rổ trường đại học ở Cameroon, trước đây là thành viên của Đại học Arizona. Cô là em gái sinh đôi của cựu đồng đội Wildcats Beatrice Bofia.

## Sự nghiệp
Trong mùa giải 2006-2007, Bofia ghi trung bình 4,4 điểm và 3,4 rebound mỗi trận trong mùa đầu tiên của cô tại Arizona sau khi chuyển từ Illinois Central College.